# Снана-ятра
Сна́на-я́тра — индуистский праздник, ежегодно отмечаемый в городе Пури в день полнолуния индуистского месяца джьештха. Снана-ятра предшествует Ратха-ятре и является одним из наиболее значимых праздников, связанных с культом Джаганнатхи. По верованиям индуистов, получение в день Снана-ятры даршана божества Джаганнатхи очищает от всех грехов.
В ходе торжественной церемонии, божества Джаганнатхи, Баладевы и Субхадры выносятся из храма Джаганнатхи и помещаются на специальную платформу. Затем, под пение мантр, совершается омовение божеств водой из 108 горшков, почерпнутой из колодца, находящегося в северной части храма. Вечером, по завершении ритуала омовения, на Джаганнатху и Баладеву надевают слоновьи маски, которые представляют Ганешу. Считается, что после Снана-ятры божества заболевают, из-за чего их помещают в специальную комнату, где о них заботится лекарь царя Пури. Говорится, что с помощью аюрведических методов лечения лекарь вылечивает божеств. С божеств также смывается вся раскраска и их окрашивают заново. В день Ратха-ятры божества торжественно выносят из храма и помещают на колесницы, чтобы в сопровождении толп верующих везти в храм Гундичи.
В «Сканда-пуране» говорится, что первым, кто провёл церемонию Снана-ятры был основатель храма Джаганнатхи царь Индрадьюмна.